# Lacave, Ariège

Lacave este o comună în departamentul Ariège din sudul Franței. În 1 ianuarie 2022 avea o populație de 116 de locuitori.